# 普康雀麦
普康雀麦（学名：Bromus pskemensis）为禾本科雀麦属下的一个种。

## 扩展阅读
- 維基物種上的相關：普康雀麦